# Reprezentacja Ukrainy U-21 w piłce nożnej mężczyzn
Reprezentacja Ukrainy U-21 w piłce nożnej – młodzieżowa reprezentacja Ukrainy, kierowana przez Ukraiński Związek Piłki Nożnej. Zespół jeden raz uczestniczył w Mistrzostwach Europy U-21.
Po rozpadzie Związku Radzieckiego w grudniu 1991 reprezentacja Ukrainy swoje pierwsze spotkanie rozegrała w kwietniu 1992 roku. Z kolei młodzieżowa drużyna U-21 po raz pierwszy zagrała 6 września 1994 roku i w eliminacjach do Mistrzostw Europy U-21 w 1996 wygrała 3:2 z Litwą.
W 2001 roku młodzieżowa reprezentacja uczestniczyła w turnieju finałowym Mistrzostw Świata U-20 w Argentynie.
W latach 1994–2004 zespół ani razu nie wystąpił w rozgrywkach o mistrzostwo kontynentu, ale w 2006 roku zagrał na Mistrzostwach Europy w Portugalii i dotarł do finału. W nim jednak uległ 0:3 Holandii, ale zarówno Dmytro Czyhrynski i Artem Miłewski zostali wybrani do najlepszej jedenastki turnieju.
Srebrne medale otrzymali:
Andrij Piatow, Ołeksandr Romanczuk, Mykoła Iszczenko, Dmytro Newmywaka, Ołeksandr Jacenko, Dmytro Czyhrynski, Maksym Feszczuk, Ołeksandr Alijew, Adrian Pukanycz, Artem Miłewski, Rusłan Fomin, Ołeksandr Rybka, Serhij Pyłypczuk, Jewhenij Czeberiaczko, Hryhorij Jarmasz, Iwan Krywoszejenko, Taras Mychałyk, Ołeksij Hodin, Ołeksandr Maksymow, Ołeksandr Sytnyk, Andrij Oberemko, Jewhen Szyriajew

## Występy w ME U-21
- 1994: Nie uczestniczyła
- 1996: Nie zakwalifikowała się
- 1998: Nie zakwalifikowała się
- 2000: Nie zakwalifikowała się
- 2002: Nie zakwalifikowała się
- 2004: Nie zakwalifikowała się
- 2006: Wicemistrzostwo
- 2007: Nie zakwalifikowała się
- 2009: Nie zakwalifikowała się
- 2011: Runda grupowa
- 2013: Nie zakwalifikowała się
- 2015: Runda play off
- 2017: Nie zakwalifikowała się
- 2019: Nie zakwalifikowała się
- 2021 : Nie zakwalifikowała się

## Selekcjonerzy
- 1992–1994:  Wołodymyr Muntian
- 1995:  Wiktor Kołotow
- 1996–1997:  Ołeksandr Iszczenko
- 1998–1999:  Wiktor Kołotow
- 9.10.1999–2001:  Wołodymyr Onyszczenko
- 2001–2002:  Anatolij Kroszczenko
- 20.11.2002–2004:  Pawło Jakowenko,  Hennadij Łytowczenko
- 8.10.2004–2007:  Ołeksij Mychajłyczenko
- 2008:  Wołodymyr Muntian (p.o.)
- 2008–2012:  Pawło Jakowenko
- 2013–2015:  Serhij Kowałeć
- 2015–27.12.2018:  Ołeksandr Hołowko
- 27.12.2018–:  Rusłan Rotań